# František Juhan
František Juhan (4. května 1914 Praha – 15. listopadu 1992 Vancouver) byl československý motocyklový a plochodrážní závodník. Jeho bratrem byl automobilový závodník Jaroslav Juhan. V roce 1948 emigroval a usadil se ve Vancouveru v Kanadě, kde vlastnil prodejnu a servis motocyklů.

## Závodní kariéra
V roce 1933 se stal továrním jezdcem Jawy. V roce 1938 vybojoval v Pardubicích Zlatou přilbu na motocyklu Jawa 600 cm³. V roce 1937 získal jako člen československého týmu na Šestidenní ve Llandrindod Wells zlatou medaili v kategorii sidecarů a startoval i na Šestidenní 1947 ve Zlíně. Startoval ve všech předválečných ročnících Zlaté přilby, dále získal i dvě Křišťálové přilby v Jihlavě, třikrát zvítězil v závodech na Strahově a na dlouhé ploché dráze v Rotterdamu. V roce 1935 se zúčastnil na motocyklu Jawa 500 OHV Tourist Trophy na ostrově Man, ale závod nedokončil. V roce 1947 startoval na Tourist Trophy opět ve třídě Junior na motocyklu Velocette KTT 350 a skončil na 17. místě.

## Fotogalerie

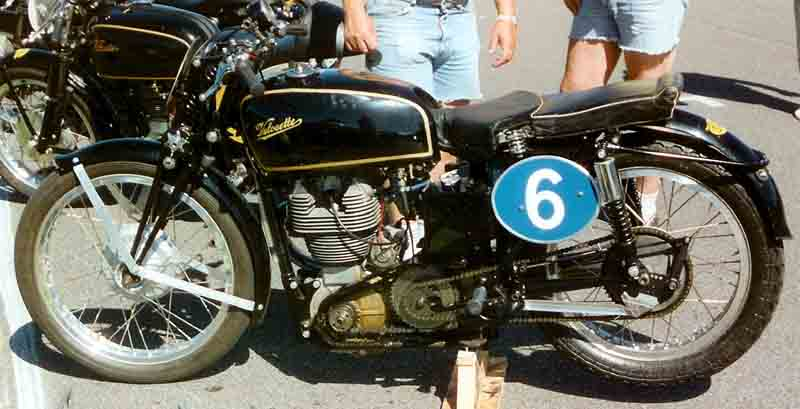
Velocette KTT 350 (1947)